# Brooklyn Wanderers
O Brooklyn Wanderers foi um clube americano de futebol que foi membro fundador da National Association Football League no final do século XIX. Versões posteriores da equipe se juntaram à American Soccer League.

## História

### Brooklyn Wanderers (1895–1899, 1912–1913)
Em dezembro de 1894, os Wanderers foram uma peça fundamental na formação da National Association Football League. A liga suspendeu as operações em 1899. O recorde competitivo da equipe torna-se difícil de acompanhar, pois parece ter operado como um clube independente. Em setembro de 1901, perdeu para os Bayonne Rangers durante o carnaval esportivo do Dia do Trabalho . Em 1906, um membro do Wanderers atuou como árbitro em um jogo entre Critchleys e Brooklyn Thistle. Esta rara referência aos Wanderers é significativa porque o Nat Agar de Critchley (listado como Agot) posteriormente possuiu os Wanderers. Em 1912, o Wanderers voltou para a NAFBL, mas retirou apenas seis jogos na temporada. Vários dos jogadores então pularam para o Brooklyn FC

### Brooklyn Wanderers (1922–1931)
Em 1922, o Bay Ridge FC formou dois clubes naquele outono. Um continuou sob o nome de Bay Ridge FC na Primeira Divisão da New York State Association Football League e o outro foi reorganizado pelo Brooklyn Wanderers FC, criado para jogar na recém-formada New Jersey State Soccer League. O campo utilizado por ambas as equipes foi o Hawthorne Field .
O Wanderers disputou alguns jogos na Liga Estadual de Nova Jersey e três partidas da National Challenge Cup de meados de setembro até a primeira semana de novembro de 1922. Então, em 12 de novembro, em uma reunião especial da American Soccer League, o Wanderers foi admitido (um mês após o início da temporada) como o oitavo clube da liga, substituindo posteriormente o Todd Shipyards FC, que havia deixado a liga e se separado durante o período de entressafra .
Durante seus anos na ASL, os Wanderers jogaram no Hawthorne Field, um estádio de futebol de propriedade da Agar. Em 1926, Béla Guttmann jogou brevemente no time. Após a temporada 1925/26 da ASL, o Wanderers, o Boston Soccer Club e o New Bedford Whalers juntaram-se a quatro grandes clubes canadenses para formar a Liga Internacional de Futebol realizada uma única vez naquele verão e início do outono. Os Wanderers venceram o campeonato da temporada, mas perderam para o Toronto Ulster United na final da Copa Nathan Strauss da liga.
O Wanderers fechou após a temporada de primavera de 1931, a primeira metade da temporada de 1931 do ASL.

### Brooklyn Wanderers (1932–1933)
O terceiro Brooklyn Wanderers também foi membro da American Soccer League .
O clube ingressou na liga antes do outono de 1932 e permaneceu até a desintegração da liga na primavera de 1933.

### Brooklyn Wanderers (1942-1949)
O quarto Brooklyn Wanderers tfoi membro da nova versão da American Soccer League .
Com problemas financeiros, a franquia foi comprada pelos donos do Hakoah AC dois jogos na temporada 1948/49. Hakoah deixou a Liga Nacional para se juntar à ASL e continuou após a derrota e empate do Wanderers.